# Christine-Sophie de Frise Orientale
Christine-Sophie de Frise-Orientale (26 avril 1600 - 30 mars 1658) est la deuxième femme de Philippe III de Hesse-Butzbach.

## Biographie
Christine est la seconde fille du comte Ennon III de Frise orientale, et de la duchesse Anne de Holstein-Gottorp.
Christine Sophie est la deuxième femme de Philippe III de Hesse-Butzbach le 2 juin 1632. Le couple n'a pas d'enfants.